# Sid Bowser
Sid Bowser (Birmingham, 6 aprile 1891 – 10 febbraio 1961) è stato un calciatore inglese, di ruolo centrocampista.

## Palmarès

### Club

#### Competizioni nazionali
- Campionato inglese: 1

West Bromwich: 1919-1920
- Charity Shield: 1

West Bromwich: 1920
- Second Division: 1

West Bromwich: 1910-1911